# Język asmat północny
Język asmat północny – język papuaski używany w prowincji Papua w Indonezji (dystrykt Sawa-Erma, kabupaten Merauke). Według danych z 1991 roku posługuje się nim 1000 osób.
Z perspektywy leksykostatystyki wydaje się być odrębnym językiem (choć blisko spokrewnionym z pozostałymi językami asmat). Na podstawie kryterium zrozumiałości może być rozpatrywany jako dialekt języka asmat centralnego.
Społeczność posługuje się także językiem indonezyjskim.